# Luctuosissimi eventus
Die Enzyklika Luctuosissimi eventus vom 28. Oktober 1956 ist der Aufruf von Papst Pius XII. zu „öffentlichen Gebeten für Frieden und Freiheit des ungarischen Volkes“.
Mit tiefer Bestürzung und Trauer habe der Papst von den Ereignissen in Ungarn (Anmerkung: Ungarischer Volksaufstand vom 23. Oktober 1956) erfahren, er beklagte das Blutvergießen, welches durch dieses schockierende Massaker entstanden sei. Hier seien die Rechte der zivilen Gesellschaft missachtet und die Würde von Mann und Frau verletzt worden. Mit dem Aufruf zum Gebet erbittet er das Ende dieses Blutbades und hofft, dass ein echter Frieden, Gerechtigkeit und Freiheit wieder eintreten möge.